# Jonathan Tornato
Jonathan Tornato, né le 1er juin 1989 à La Seyne-sur-Mer dans le Var, est un joueur français de basket-ball. Il évolue au poste de pivot.

## Biographie
Le 1er octobre 2016, il signe à l'Olympique d'Antibes.

## Statistiques
| Saison    | Équipe                | Matchs | Titul. | Min./m | % Tir  | % 3pts | % LF   | Rbds/m. | Pass/m. | Int/m. | Ctr/m. | Pts/m. |
| --------- | --------------------- | ------ | ------ | ------ | ------ | ------ | ------ | ------- | ------- | ------ | ------ | ------ |
| 2009-2010 | Nanterre (Pro B)      | 28     | 1      | 8      | 53,3 % | -      | 57,9 % | 1,8     | 0,3     | 0,2    | 0,3    | 2,1    |
| 2010-2011 | Dijon (Pro B)         | 27     | 0      | 8      | 54,8 % | -      | 47,4 % | 1,9     | 0,1     | 0,6    | 0,2    | 2,0    |
| 2011-2012 | Blois (NM1)           | 30     | -      | 23,27  | 60,3 % | 0,0 %  | 56,2 % | 5,8     | 1,5     | 0,9    | 1,0    | 11,8   |
| 2012-2013 | Blois (NM1)           | 30     | -      | 28,51  | 60,3 % | 20,0 % | 64,0 % | 7,7     | 1,4     | 1,6    | 1,2    | 13,7   |
| 2013-2014 | Monaco (NM1)          | 34     | -      | 25,44  | 59,8 % | 0,0 %  | 69,7 % | 4,0     | 1,3     | 1,6    | 1,2    | 13,0   |
| 2014-2015 | Monaco (Pro B)        | 33     | 29     | 19     | 53,9 % | 20,0 % | 64,0 % | 5,1     | 1,1     | 0,6    | 0,2    | 8,6    |
| 2015-2016 | Hyères Toulon (Pro B) | 34     | 33     | 24     | 54,6 % | 25,0 % | 61,5 % | 6,8     | 1,2     | 1,4    | 0,3    | 11,7   |

Source : 